# Deutsch-slowenische Beziehungen
Die deutsch-slowenischen Beziehungen sind heute geprägt von der Partnerschaft Sloweniens innerhalb der Europäischen Union mit Deutschland als größter Volkswirtschaft der Gemeinschaft. Innerhalb der EU haben beide Länder den Euro als Währung eingeführt und sind Teil des Schengen-Raums. Außerhalb der EU sind sie Mitglieder des Europarates, der Organisation für Sicherheit und Zusammenarbeit in Europa sowie der NATO. Vom Deutschen Auswärtigen Amt werden die Beziehungen als „sehr gut und von gegenseitigem Vertrauen gekennzeichnet“ eingeschätzt.

## Geschichte
Die Beziehungen zwischen Deutschland und Slowenien können geschichtlich schon auf die Vorgängerstaaten, nämlich Karantanien auf der einen sowie das Fränkische Reich bzw. danach das Ostfrankenreich und besonders das bairische Stammesherzogtum zurückgeführt werden.
Ab der zweiten Hälfte des 6. Jahrhunderts waren die baiuwarischen Agilolfinger die Kontrahenten der nach dem Fall des Römischen Reichs in den Raum des heutigen Sloweniens eingewanderten slawisch-awarischen „Völkergemeinschaft“. 592 kam es zum ersten großen Zusammenstoß mit Tassilo I., Herzog der Bajuwaren, dem die Alpenslawen unterlagen. 595 hingegen verloren die bairischen Agilolfinger fast ihr gesamtes Stammesheer, 2000 Krieger, als die Slawen von der Reiterei des awarischen Chagans unterstützt wurden. Beide Auseinandersetzungen sind im heute österreichischen oberen Drautal zu lokalisieren.
Nach der Schwächung der Awaren im Jahr 626 durch Auseinandersetzungen mit dem Byzantinischen Reich entstand im Machtvakuum zwischen den Bayern und den Awaren das slawische Samo-Reich, zu dem nach Meinung tschechischer und slowakischer Historiker die Gebiete des heutigen Kärnten sowie der heutigen Republik Slowenien allerdings nicht gehörten, wenngleich Samo seinen Einfluss auch auf die Alpenslawen ausdehnen konnte. Für andere Historiker waren Kärnten und Slowenien hingegen sehr wohl Teil des Samo-Reiches. Mit Samos Tod 658 enden auch die Berichte über sein Reich, doch auch nach dem Tode Samos blieben die Alpenslawen unter ihrem Wallucus (Herrscher) frei von der Botmäßigkeit gegenüber den Awaren.
Um oder nach 610 setzten sich die Alpenslawen erneut gegen die Bayern durch, diesmal gegen den Agilolfinger-Herzog Garibald II. in Aguntum im heutigen Osttirol. Mit diesen kriegerischen Auseinandersetzungen erweiterte sich der alpenslawische Einflussbereich bis an die obersteirische Enns, in den salzburgischen Enns-Pongau, die Pongauer Seitentäler der Salzach bis in das Gasteinertal, und bis nach Innichen im Pustertal im heutigen Südtirol. Dieses unter alpenslawischer Führung entstehende proto-slowenische Fürstentum mit dem Zentrum in Karnburg (slow. Krnski grad) am Zollfeld nördlich von Klagenfurt wurde Karantanien genannt.

## Wirtschaft

Slowenien ist Teil des Europäischen Binnenmarkts. Zusammen mit Deutschland und weiteren EU-Mitgliedstaaten (blau) bildet es eine Währungsunion, die Eurozone.

Die wirtschaftliche Zusammenarbeit zwischen den beiden Staaten kann sich innerhalb der Europäische Zollunion und des Europäischen Binnenmarktes (freier Verkehr von Waren, Dienstleistungen, Kapital und Personen) der Europäischen Union frei entfalten. Durch die Gemeinschaftswährung „Euro“, der die Slowakei im Jahr 2007 beitrat, sind auch innergemeinschaftliche Wechselkursrisiken und die dadurch notwendigen Währungsabsicherungen für deutsche und slowenische Unternehmen entfallen.
19,3 % aller slowenischen Exporte gingen im Jahr 2016 nach Deutschland. Auch bei den Importen nach Slowenien lag Deutschland mit 16,8 % auf dem ersten Platz. Damit ist Deutschland Sloweniens wichtigster Handelspartner vor Italien und Österreich.
Laut dem Auswärtigen Amt sind ca. „570 deutsche Unternehmen und Unternehmen mit deutscher Beteiligung“ in Slowenien engagiert.

## Verkehr, Reisen und Tourismus

### Straße
Da beide Staaten dem Schengen-Raum angehören, finden im Normalfall untereinander keine Grenzkontrollen mehr statt. Allerdings kommt es seit der Flüchtlingskrise in Europa ab 2015 wieder verstärkt zu Kontrollen an der deutsch-österreichischen Grenze und somit auf dem Weg von Slowenien in Richtung Bayern.
Eine schnelle Verbindung auf der Straße zwischen Süddeutschland und Slowenien stellt die österreichische Tauern-Autobahn und danach die Karawanken-Autobahn bis zur slowenischen Grenze dar.

### Schiene
Den Hauptbahnhof von Ljubljana erreicht man von München aus mit einem ein durchgehenden Eurocity in 6:15 Stunden.

### Luftverkehr
Vom und zum Flughafen Ljubljana gibt es Direktverbindungen mit Adria Airways, der nationalen slowenischen Fluggesellschaft und Lufthansa von und nach Frankfurt und München, darüber hinaus mit Adria Airways auch nach Hamburg. Mit VLM/Hahn Air gelangt man auch ohne umzusteigen von München nach Maribor. Die Flugzeit beträgt je nach Entfernung ca. 50 Minuten bis ca. zwei Stunden.
Am 16. März 2015 übernahm die deutsche Fraport AG den Flughafen Ljubljana zu 100 %.

### Auf dem Wasser
Die slowenischen Flüsse sind im Wesentlichen nicht schiffbar.
Durch den Hafen Koper an der Adria hat Slowenien Zugang zum Mittelmeer und zum Atlantischen Ozean. Somit ist das Land z. B. mit dem Hamburger Hafen verbunden – wenn auch nur im Zuge einer Umfahrung von Westeuropa.

### Mit dem Fahrrad
Deutschland ist durch die Eiserner-Vorhang-Route mit Slowenien verbunden (EuroVelo-Route EV13).

### Zu Fuß
Der Violette Weg der Via Alpina verbindet Deutschland über Österreich mit Slowenien.

### Tourismus
Deutsche Besucher stellten im Jahr 2016 mit 307.410 Ankünften die drittgrößte internationale Gästegruppe im Slowenientourismus nach Italienern und Österreichern. Der beliebteste Reisemonat war dabei der August. 38 % der deutschen Touristen übernachteten in den Bergen, 22 % am Meer, 15 % in Unterkünften des Gesundheitstourismus, 11 % in der Hauptstadt Ljubljana, 8 % in anderen Städten und 6 % in anderen Gemeinden.

## Kultur, Wissenschaft und Medien

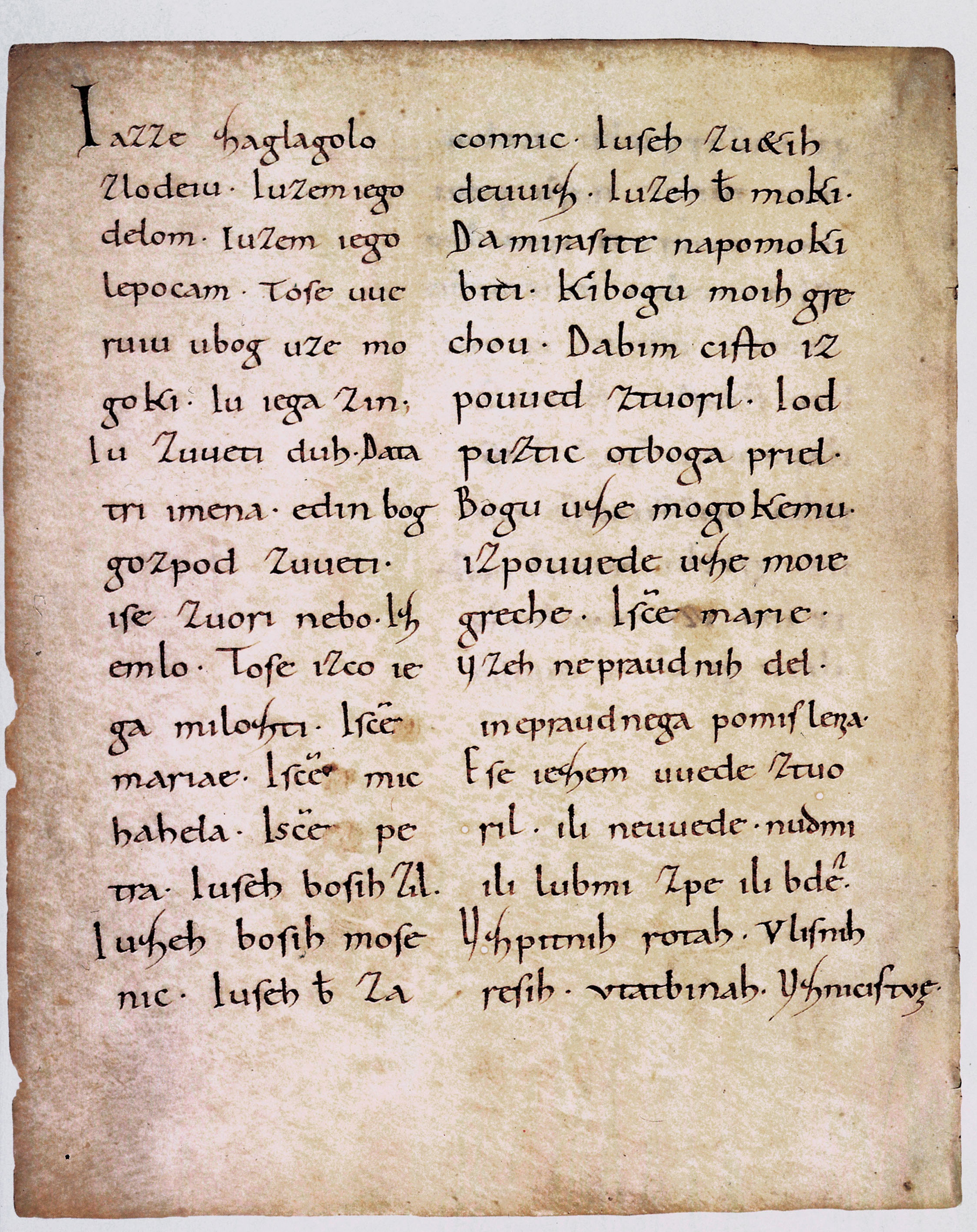
Ein Blatt der Freisinger Denkmäler

### Kulturelle und wissenschaftliche Kontakte
Die Freisinger Denkmäler, die in der zweiten Hälfte des 10. Jahrhunderts beziehungsweise der ersten Hälfte des 11. Jahrhunderts niedergeschrieben wurden, stellen die ältesten Zeugnisse der slowenischen Sprache dar. Der Name der Schriftstücke bezieht sich auf die Herkunft der Schriftstücke und weist auf die sehr alten kulturellen bzw. religiösen Beziehung zwischen dem bairischen und dem slowenischen Raum hin: sie wurden im Rahmen der Missionstätigkeit des Bistums Freising in seinen Besitzungen in Kärnten verwendet. Heute zählen die „Denkmäler“ zu den Schätzen der Bayerischen Staatsbibliothek. Für das heutige Slowenien sind sie von überragender Bedeutung.
Die deutsch-slowenischen Kulturbeziehungen sind historisch auch geprägt durch die geografische Nähe, durch die lange Herrschaft der Habsburger über slowenische Gebiete und die auch damit zusammenhängende große Bedeutung der deutschen Sprache als Kultur- und Wissenschaftssprache über viele Jahrhunderte hinweg.
Heutzutage dient das Goethe-Institut in Ljubljana dem Kulturaustausch und der Förderung deutscher Kultur in Slowenien.
Wie das Auswärtige Amt schreibt, ist „an den Schulen [...] Deutsch die zweitstärkste Sprache nach Englisch. Insgesamt gibt es in Slowenien rund 70.000 Deutschlerner. Das Deutsche Sprachdiplom kann an insgesamt 22 Schulen erworben werden.“
An der Ludwig-Maximilians-Universität München kann die slowenische Sprache in Sprachkursen im Rahmen der slavischen Philologie erlernt werden. Auch an der Humboldt-Universität zu Berlin finden Sprachkurse statt.
An der Universität Ljubljana und der Universität Maribor kann Germanistik studiert werden.

### Medien
Von der deutschen Minderheit in der Slowenien erscheint seit 2017 wieder eine „Laibacher Zeitung“, anknüpfend an ein gleichnamiges Presseorgan in der Habsburger Monarchie bis 1918.

## Arbeit und Leben
Im Rahmen der EU-Arbeitnehmerfreizügigkeit können Deutsche in Slowenien und Slowenen in Deutschland problemlos arbeiten.
Deutschland gehörte zu den EU-15-Staaten, die ihren Arbeitsmarkt im Zuge der EU-Erweiterung 2004, während der auch Slowenien der Gemeinschaft beitrat, mit am stärksten abschotteten. Das Thema war im Vorfeld kontrovers diskutiert worden, wobei die Angst geäußert wurde, dass der deutsche Arbeitsmarkt einem „Ansturm“ nicht gewachsen sein könnte und es zu erhöhter Arbeitslosigkeit unter der heimischen Bevölkerung kommen könnte. Deutschland beschränkte demnach im Rahmen der 2-3-2-Formel den Zugang zu seinem Arbeitsmarkt und gehörte zusammen mit Österreich zu den beiden Ländern, für die die vollständige Freizügigkeit erst ab dem 1. Mai 2011 galt. Die Beschränkungen der Arbeitnehmerfreizügigkeit waren im Falle Sloweniens reziprok, d. h., dass Slowenien seinerseits den Zugang zu seinem Arbeitsmarkt für Angehörige der „alten“ EU-15 ebenfalls beschränkte.

## Sport

### Fußball
Bisher bestritt die slowenische Fußballnationalmannschaft nur ein einziges Spiel gegen die deutsche Fußballnationalmannschaft. Das Freundschaftsspiel in Celje am 26. März 2005 ging für Slowenien nach einem Tor von Lukas Podolski mit 0:1 verloren.
Bei der Qualifikation zur Fußball-Weltmeisterschaft 2006 in Deutschland scheiterte Slowenien an Italien und Norwegen und war daher nicht auf dem Turnier vertreten.

### Handball
Bei der Handball-Europameisterschaft der Männer 2004 in Slowenien konnte sich die deutsche Handballnationalmannschaft mit einem Finalsieg gegen den Gastgeber zum ersten Mal den Titel sichern.

### Skisport
Slowenien ist eine Skination. Bei der in Deutschland und Österreich ausgetragenen Vierschanzentournee konnten bis jetzt die beiden Slowenen Primož Peterka und Peter Prevc den Sieg davontragen.
Auf der Skisprungschanze Letalnica bratov Gorišek im slowenischen Planica errangen bisher bei internationalen Wettbewerben die Deutschen Ralph Gebstedt, Martin Schmitt, Sven Hannawald, Hansjörg Jäkle und Michael Uhrmanneinen ersten Platz.

## Gegenseitige Wahrnehmung: Verwechslungsgefahr mit der Slowakei

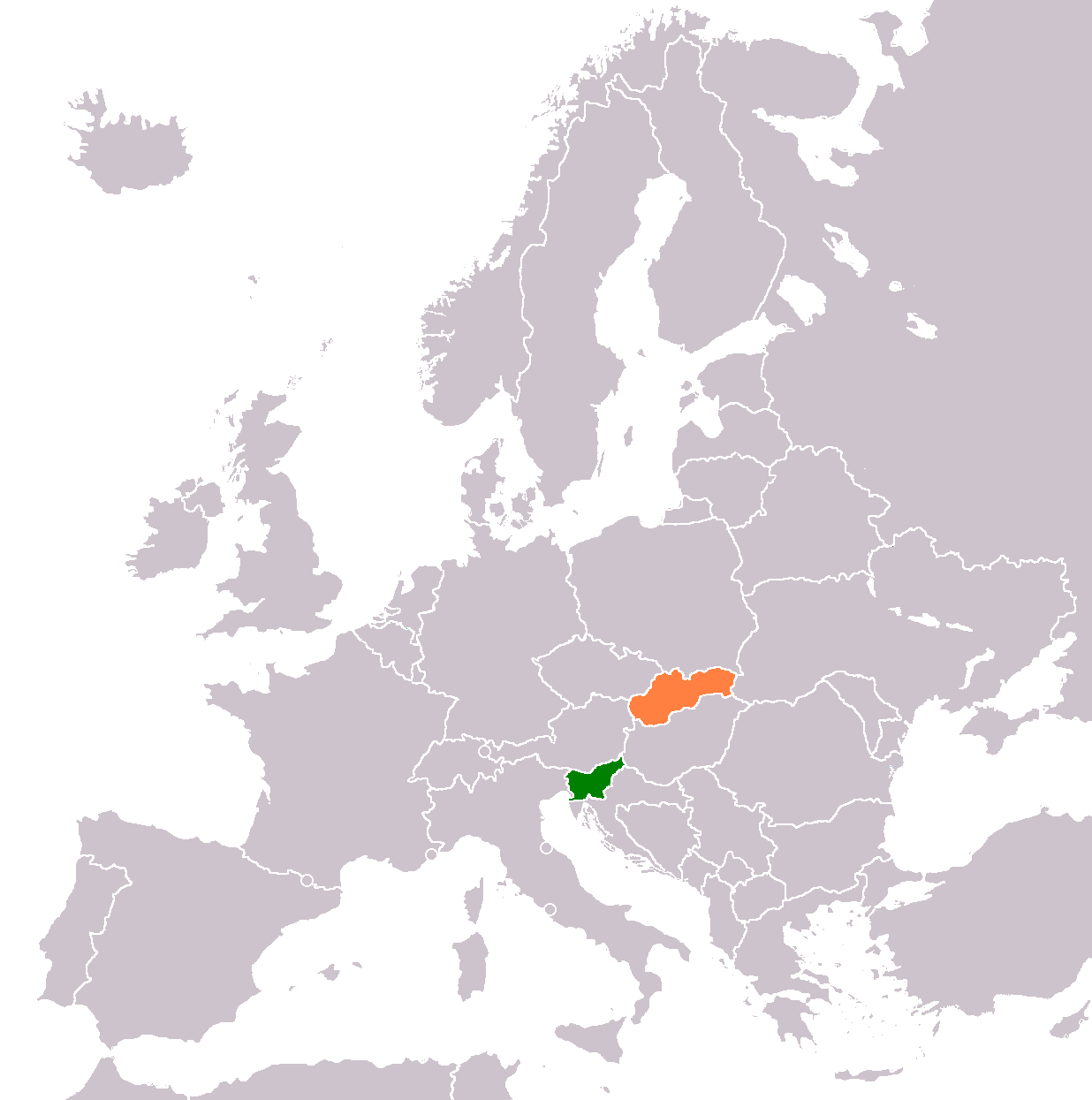
Die Slowakei (orange) befindet sich östlich von Österreich, Slowenien (grün) hingegen südlich.

Einige Deutsche haben Schwierigkeiten, die Slowakei und Slowenien auseinanderzuhalten, was bei den Slowenen zu Unmut führen kann. Tatsächlich stammen beide Ländernamen von der Urbezeichnung aller Slawen, der Sloveni, ab. Nicht zur Erleichterung der Lage trägt dabei ein, dass die slowakische Eigenbezeichnung für ihr Land „Slovensko“ lautet.
Beide Staaten berufen sich auf eine slawische Identität, wobei die Slowaken zu den Westslawen, die Slowenen hingegen zu den Südslawen gezählt werden. Bis zum Ersten Weltkrieg waren sowohl die Slowakei als auch Slowenien Teil Österreich-Ungarns, wobei die Slowakei zum Königreich Ungarn, Slowenien hingegen größtenteils zum österreichisch dominierten Cisleithanien gehörte, lediglich das nordöstliche Übermurgebiet war ebenfalls Teil der ungarischen Reichshälfte. Beide Länder waren auch während eines großen Teils des 20. Jahrhunderts Teil eines größeren Gesamtstaates: die Slowakei war in die Tschechoslowakei integriert, Slowenien in Jugoslawien. Slowenien erkämpfte sich seine Eigenständigkeit in kurzen Kämpfen gegen die Jugoslawische Volksarmee (JNA) im 10-Tage-Krieg (Unabhängigkeitserklärung am 25. Juni 1991). Die Slowakei erreichte ihre Unabhängigkeit friedlich zum 1. Januar 1993.

Die Flagge der Slowakei verwendet die panslawischen Farben Weiß-Blau-Rot.
Die Flagge Sloweniens verwendet ebenso diese Farben und ist daher leicht zu verwechseln.
Das Wappen der Slowakei unterscheidet sich u. a. durch das Patriarchenkreuz von seinem slowenischen Pendant. Der Dreiberg symbolisiert die drei Berge des nördlichen Königreichs Ungarn, nämlich Tatra, Fatra und Mátra.
Im Wappen Sloweniens stehen die die drei Bergspitzen hingegen für den Triglav in den Julischen Alpen.

## Deutsche in Slowenien, Slowenen in Deutschland

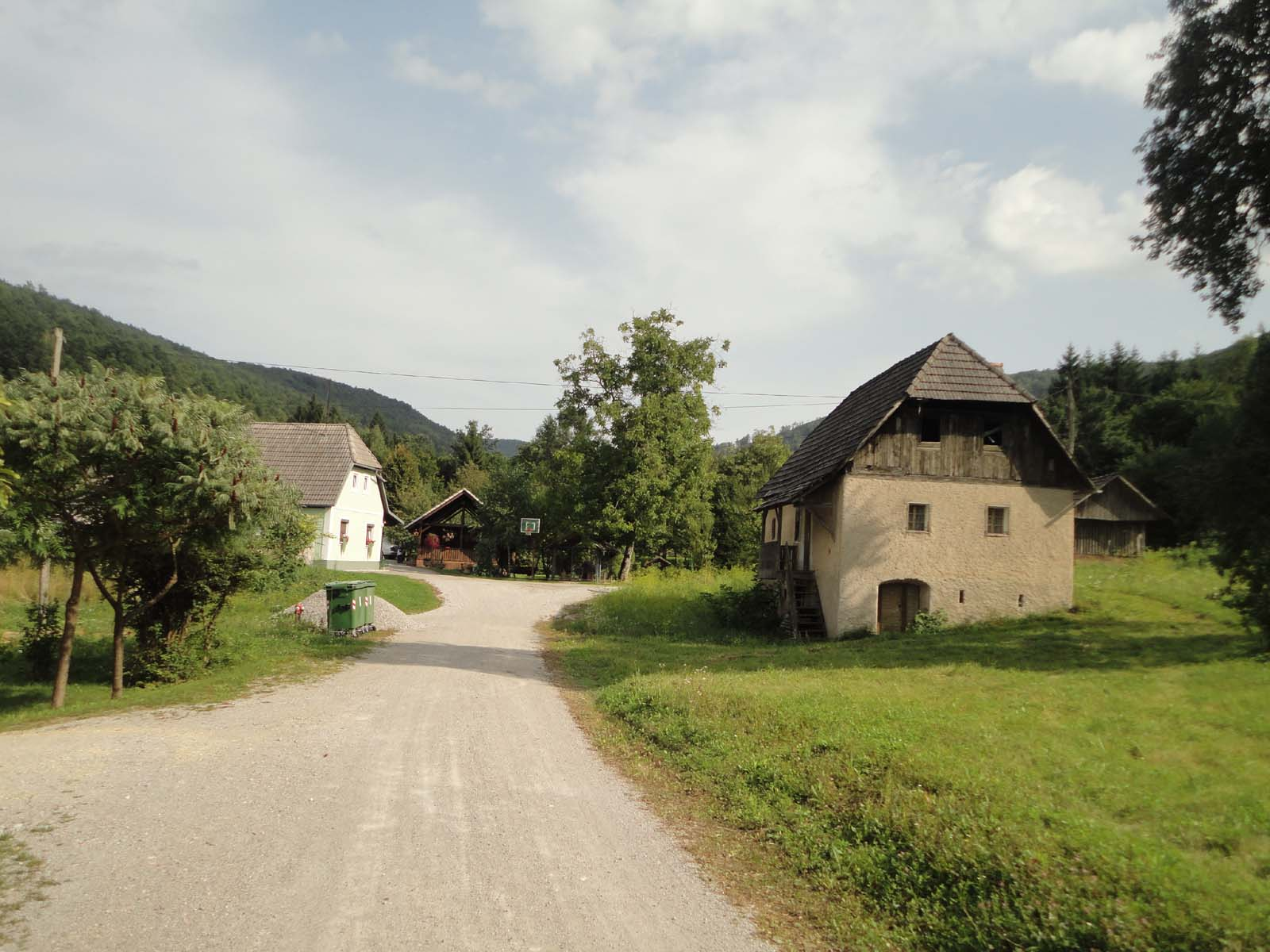
Altsag (Stare Žage): eines der sechs Dörfer, in denen noch Gottscheer Familien leben

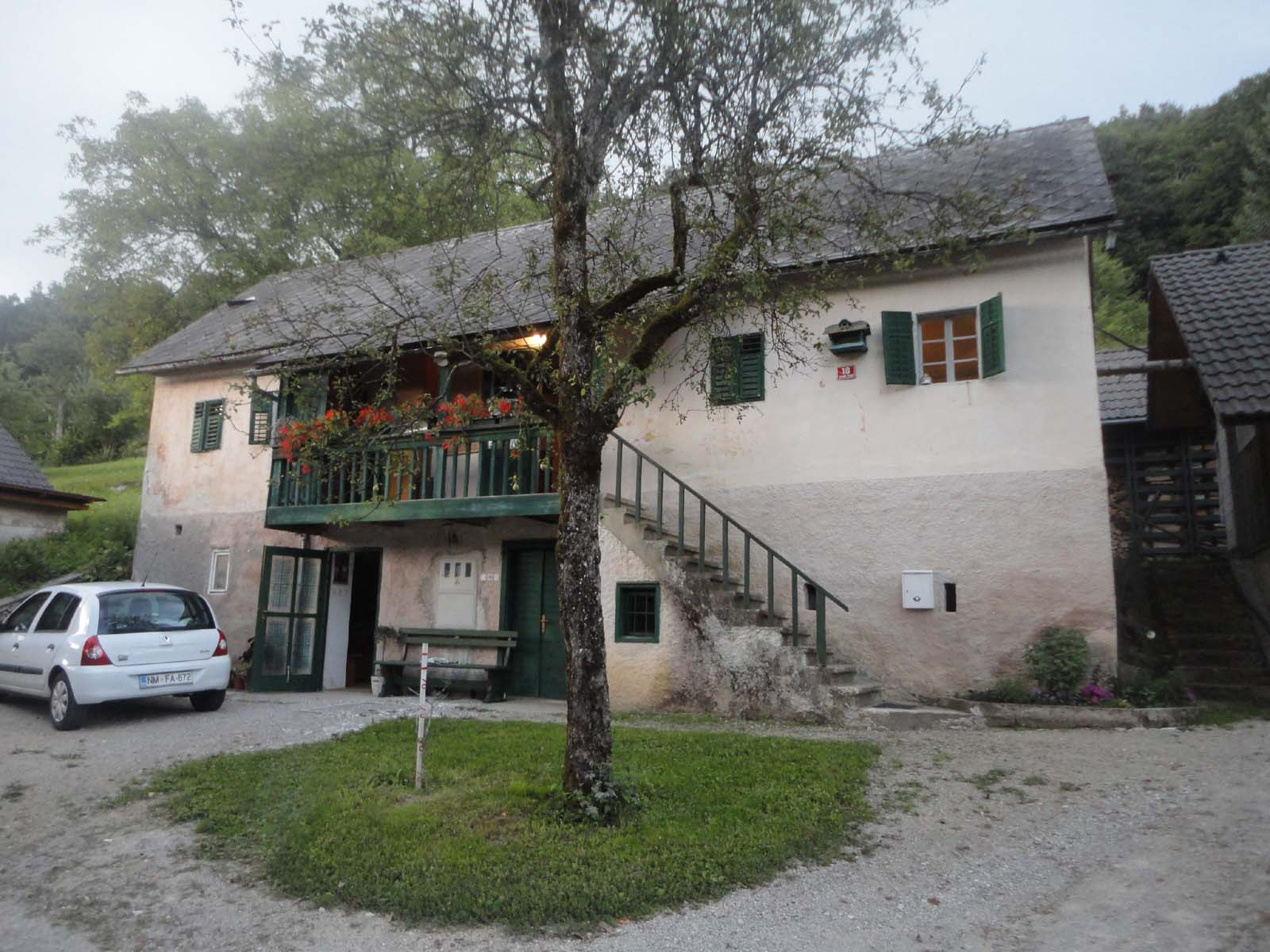
Altsag (Stare Žage): traditionelles Gottscheer Haus mit Gang

### Eine deutsche Minderheit in Slowenien verschwindet: die Gottscheer
Die traditionelle deutschsprachige Minderheit der Gottscheer ist heute in Slowenien so gut wie verschwunden. 

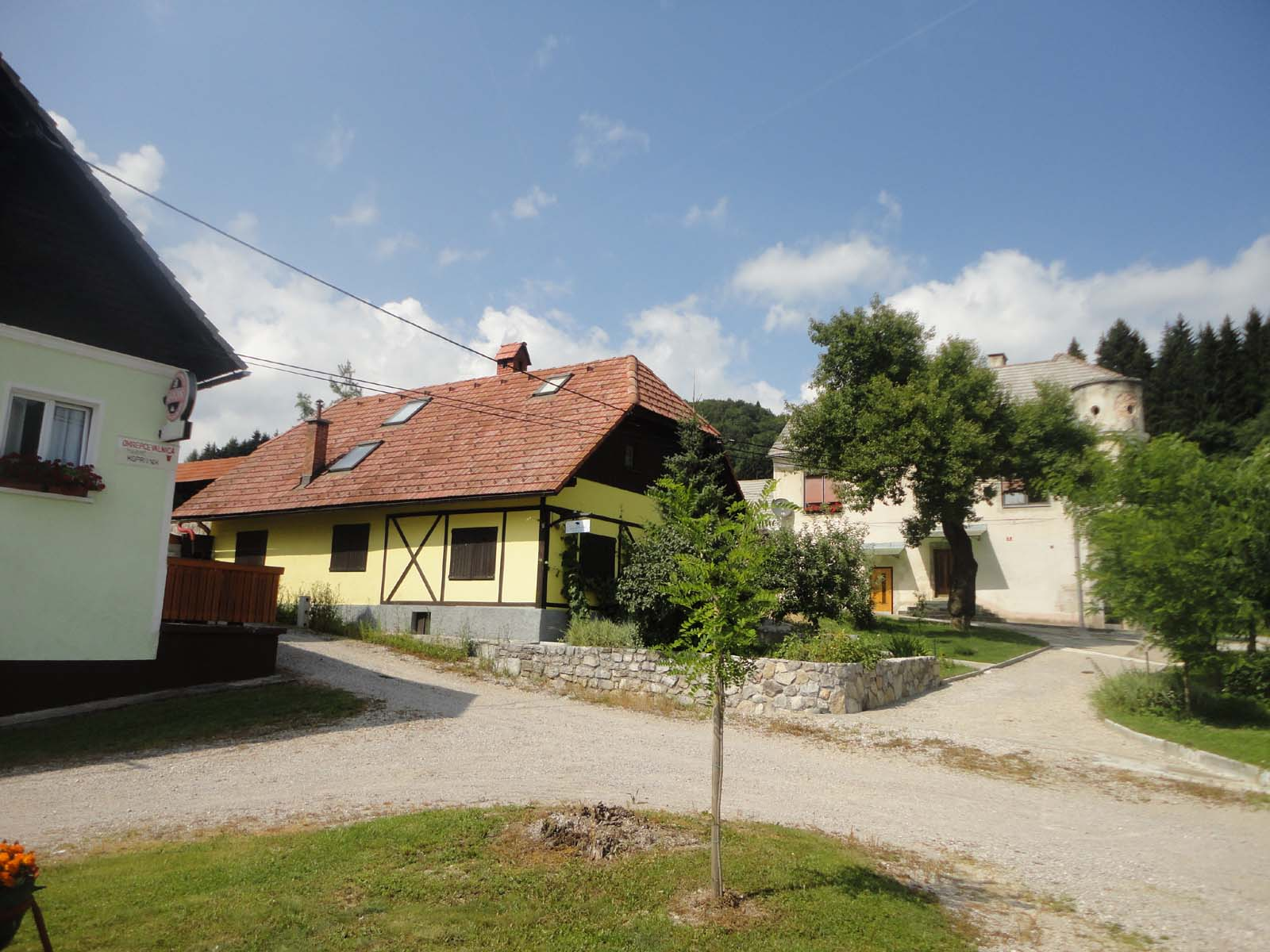
Nesseltal (Koprivnik): Museum der Einrichtung für die Erhaltung des Kulturerbes Nesseltal, geleitet von Matjaž Matko

In Slowenien lebt heute eine unbekannte Anzahl von Nachkommen der Gottscheer. Von diesen bezeichnen sich jedoch in Volkszählungen nur noch sehr wenige als „Deutsche“ oder „Gottscheer“. Bei einer Umfrage im Rahmen einer Diplomarbeit 2007 bezeichneten sich von 16 befragten Gottscheern in Slowenien in Hinblick auf ihre „Nationalität“ elf als „Slowenen“, drei als „Gottscheer“ und nur eine Person als „Deutsch“. Auf Grund des starken gesellschaftlichen und politischen Drucks in Jugoslawien sind die Gottscheer heute weitgehend in der slowenischen Bevölkerung aufgegangen. Der Gottscheer Dialekt wird nur noch von wenigen, meist alten Menschen gesprochen, und auch diese verwenden bei den meisten Gelegenheiten Slowenisch.

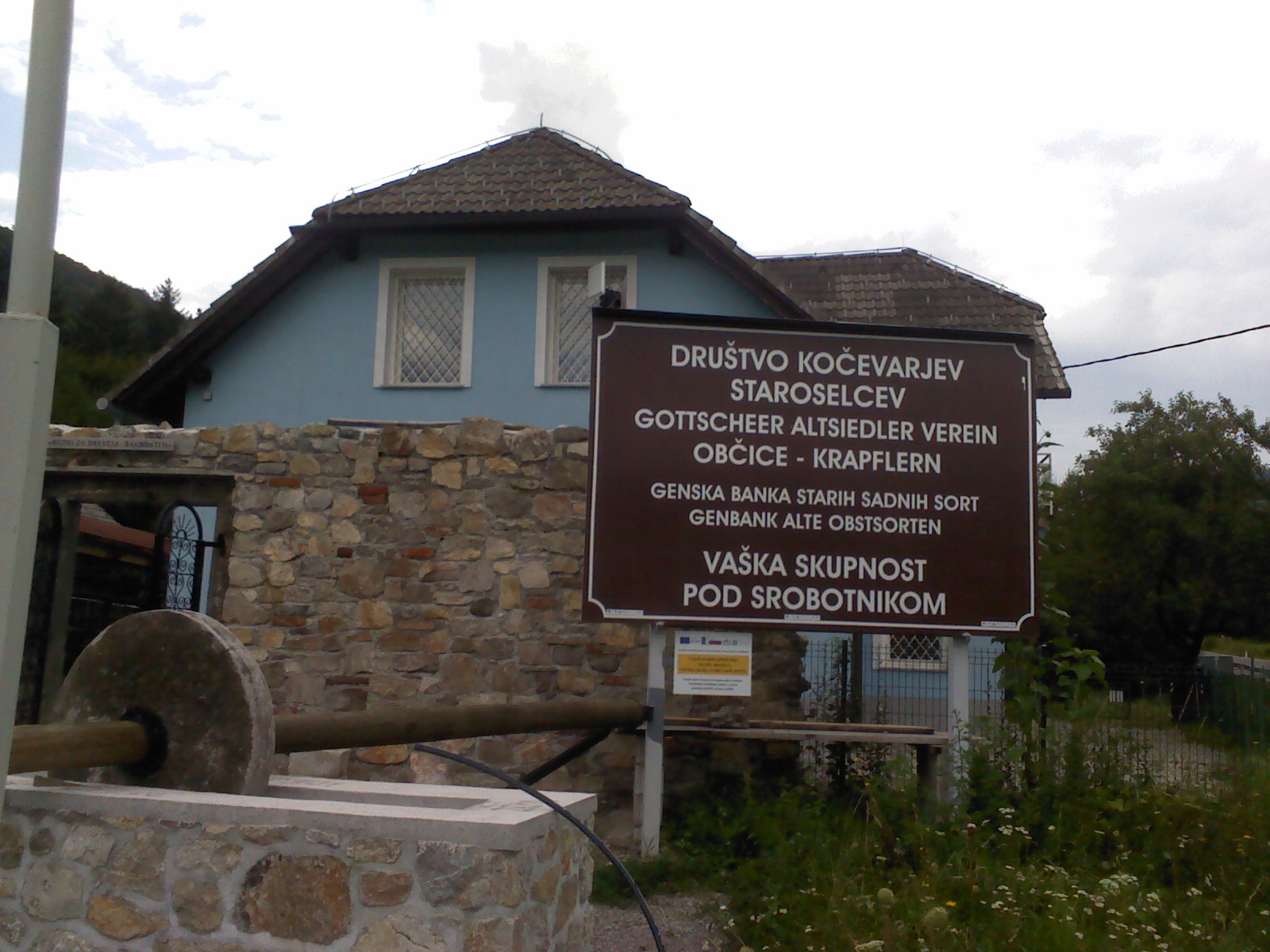
Zentrum des Gottscheer Altsiedlervereins in Krapflern (Občice)

Bis heute ist das Bekenntnis zur Gottscheer Herkunft und Kultur in der Region bisweilen mit Diskriminierungen verbunden, und vereinzelte private zweisprachige Tafeln sind das Ziel von Vandalismus.

### Gottscheer-Vereine in Slowenien
Es gibt heute in Slowenien fünf Organisationen von Gottscheern bzw. Gottscheer Deutschen und deren Nachkommen. Der 1994 in Laibach (Ljubljana) gegründete Verein Peter Kosler, inzwischen mit Sitz in Gottschee/Kočevje, hat das Ziel, das slowenische, deutsche und gottscheerische Kulturerbe der Region Gottschee zu erhalten. Der Gottscheer Altsiedlerverein, gegründet 1992 in Pöllandl (Kočevske Poljane, Gemeinde Dolenjske Toplice), versteht sich dagegen als eine Organisation der deutschen Minderheit und betreibt im Dorf Krapflern (Občice, Gemeinde Dolenjske Toplice) eine Begegnungsstätte, wo auch sein Vereinssitz ist. Inzwischen gibt es in Slowenien noch drei weitere Gottscheer-Kulturvereine: die Einrichtung für die Erhaltung des Kulturerbes Moschnitze (Zavod za ohranitev kulturne dediščine) mit dem Schauer-Saal in Pöllandl, den Kultur-touristischen Verein unter dem Gutenberg (Turistično društvo pod Srebotnikom) mit der Vorsitzenden Urška Kop aus Krapflern und die Einrichtung für die Erhaltung des Kulturerbes Nesseltal (Zavod za ohranitev kulturne dediščine Nesseltal Koprivnik) mit einem Museum und einem Appartement für 5 Personen.

### Keine Anerkennung als ethnische Minderheit
Slowenien gewährt den Gottscheern und im Gegensatz zu Kroatien auch den ethnischen Deutschen als Gesamtheit keinen Minderheitenschutz gemäß der Kopenhagener KSZE-Konferenz von 1990, so dass die Gottscheer keine besondere finanzielle oder anderweitige Unterstützung erhalten. Es gibt keinen deutschsprachigen oder zweisprachigen Unterricht, der auf Grund der Schulgesetzgebung nur für die anerkannten „autochthonen“ Minderheiten (Italiener und Ungarn) vorgesehen ist.
2007 empfahl das Ministerkomitee des Europarats den slowenischen Behörden, „in Zusammenarbeit mit den Sprechern die Gebiete festzulegen, in denen Deutsch und Kroatisch in Slowenien herkömmlich gesprochen werden,“ und Teil II der Europäischen Charta der Regional- oder Minderheitensprachen auf Deutsch und Kroatisch anzuwenden. Der Gottscheer Altsiedlerverein betont, dass es in den Dörfern Pöllandl/Kočevske Poljane, Krapflern/Občice, Altsag/Stare žage, Kleinriegel/Mali Rigelj, Büchel/Hrib (Gemeinde Töplitz/Dolenjske Toplice), Tschermoschnitz/Črmošnjice und Mitterdorf/Srednja vas (Gemeinde Semitsch/Semič) autochthone Gottscheer gebe und schlägt die Einrichtung zweisprachiger Kindergärten in Pöllandl oder Krapflern vor, außerdem die Einführung von Deutsch als erster Fremdsprache bzw. Zweitsprache an den beiden Primarschulen in Dolenjske Toplice und Semič. Ein „unabhängiger Sachverständigenausschuss“ bemängelte hierzu im Jahre 2010, dass Slowenien keinerlei Gebiete mit deutscher oder kroatischer Minderheitensprache festgelegt habe. Die deutsche Sprache sei im öffentlichen Leben in Slowenien weitgehend abwesend; ebenso wenig gebe es ein Bildungsmodell für Deutsch als Regional- oder Minderheitensprache. Die deutsche Sprache sei im Hörfunk und Fernsehen nicht vertreten und erhalte nur begrenzte finanzielle Unterstützung von den slowenischen Behörden.
Im Jahr 2013 besuchte der österreichische Bundespräsident Professor Heinz Fischer anlässlich seines Staatsbesuches in Slowenien die Region Gottschee und traf mit Vertretern der deutschsprachigen Bevölkerungsgruppe zusammen.
Der Gottscheer Altsiedlerverein in Krapflern/Občice hat sich 2004 mit dem Kulturverein deutschsprachiger Frauen – Brücken in Marburg/Maribor in einem „Verband der Kulturvereine der deutschsprachigen Volksgruppe in Slowenien“ zusammengeschlossen. In einem Memorandum fordert der Verband die Anerkennung der deutschen Minderheit durch die slowenische Regierung. Diesem Verband gehören inzwischen insgesamt sechs deutsche Minderheitenvereine in Slowenien an. Die übrigen vier Gottscheer-Vereine, haben dagegen 2013 einen gemeinsamen Dachverband der Gottscheer Organisationen (Zveza kočevarskih organizacij) mit Sitz in Bistritz/Bistrica bei Tschernembl/Črnomelj gegründet. Zwischen beiden Verbänden ist es wiederholt zu Reibungen gekommen.

### Slowenen in Deutschland
Laut Ausländerzentralregister lebten im Jahr 2016 in Deutschland 27.830 Slowenen, 608 Personen mehr als im Jahr zuvor.

## Personen

### In Ljubljana/Laibach geborene Persönlichkeiten mit Beziehungen zu Deutschland
(Österreicher werden auch für die Zeit des Heiligen Römischen Reichs bzw. des Deutschen Bundes im Allgemeinen nicht berücksichtigt, wobei die Abgrenzung naturgemäß nicht immer eindeutig sein kann)
- Ludwig Graf Cobenzl (1744–1792), Dompropst, Illuminat, gestorben in Eichstätt
- Constantin von Wurzbach (1818–1893), Bibliograph, Lexikograf und Schriftsteller, gestorben in Berchtesgaden
- Ludwig Mitteis (1859–1921), Rechtshistoriker, gestorben in Leipzig
- Carl O’Lynch of Town (1869–1942), Maler, Aufenthalt in der Künstlerkolonie Dachau
- Anton von Premerstein (1869–1935), Althistoriker, Epigraphiker und Papyrologe, gestorben in Marburg an der Lahn
- Waldemar Titzenthaler (1869–1937), Fotograf, gestorben in Berlin
- Ernst Moro (1874–1951), Kinderarzt, gestorben in Heidelberg
- Rupert Glawitsch (1907–1981), Tenor, gestorben in Hamburg
- Dietfried Müller-Hegemann (1910–1989), Facharzt für Psychiatrie und Neurologie, Psychotherapeut und Psychoanalytiker, gestorben in Essen
- Maruša Krese (1947–2013), Schriftstellerin und Lyrikerin, 1990 bis 1991 Korrespondentin für den Slowenischen Rundfunk in Berlin
- Branko Oblak (* 1947), Fußballspieler u. a. beim FC Schalke 04 und beim FC Bayern München
- Slavoj Žižek (* 1949), Philosoph, Kulturkritiker und Psychoanalytiker, mit dem Kulturwissenschaftlichen Forschungspreis des Landes Nordrhein-Westfalen ausgezeichnet
- Eva Jeler (* 1953), Tischtennisspielerin und -trainerin, Cheftrainerin des Deutschen Tischtennis-Bundes
- Uroš Rojko (* 1954), Komponist und Klarinettist, Preisträger des Kompositionspreises Deutscher Chorwettbewerb des Deutschen Musikrats (Bonn)
- Slavko Avsenik junior (* 1958), Komponist, Jazzpianist und Musikproduzent, in Deutschland bei Ariolia BMG tätig
- Mitja Ferenc (* 1960), Historiker, zu seinen Forschungsgebieten gehören die Gottscheer Deutschen und weitere deutsche Volksgruppen in Slowenien
- Srečko Katanec (* 1963), Fußballspieler, 1988–1989 beim VfB Stuttgart
- Jaka Bizilj (* 1971), Produzent und Autor, wuchs u. a. in Deutschland auf; Beiträge für Print, Funk und Fernsehen, z. B. für Sat.1, Bild oder Der Spiegel
- Senad Tiganj (* 1975), Fußballspieler, 2005 Rot-Weiß Erfurt, 2005 Wacker Burghausen, 2006–2007 SSV Jahn Regensburg
- Milivoje Novakovič (* 1979), Fußballspieler, Torschützenkönig der deutschen 2. Fußball-Bundesliga
- Primož Peterka (* 1979), Skispringer, Schanzenrekord in Garmisch-Partenkirchen 1997
- Ognjen Backovič (* 1980), Handballspieler, 2004–06/2006 GWD Minden, 2011–2013 TSG Friesenheim, 2013–2014 HG Saarlouis
- Mare Hojc (* 1982), Handballspieler, 2009–2011 HBW Balingen-Weilstetten
- Jure Natek (* 1982), Handballspieler, 2010–2016 SC Magdeburg
- Jernej Damjan (* 1983), Skispringer, Weltcupsieg im Team, 31. Januar 2015 Willingen, Großschanze
- Rok Elsner (* 1986), Fußballspieler, 2005–2006 SV Wehen Wiesbaden, 2005–2006 SV Wehen Wiesbaden II, 2014–2015 Energie Cottbus
- Vesna Rožič (1987–2013), Schachspielerin, gestorben in Burghausen, Bayern
- Luka Lenič (* 1988), Schachspieler, in Deutschland spielt er seit der Saison 2011/12 für den SV 1930 Hockenheim in der höchsten deutschen Spielklasse, der Schachbundesliga
- Lina Krhlikar (* 1989), Handballspielerin, 2014–2015 Vulkan-Ladies Koblenz/Weibern, seit 2015 Frisch Auf Göppingen
- Jurij Tepeš (* 1989), Skispringer, Weltcupsiege im Team: 19. Februar 2012 Oberstdorf, 9. Februar 2013 Willingen, 23. November 2013 Klingenthal, 31. Januar 2015 Willingen
- Ana Gros (* 1991), Handballspielerin, 2012–1/2014 Thüringer HC
- Fata Salkunič (* 1991), Fußballspielerin, 2009–2010 Hamburger SV, 2009–2010 Hamburger SV II, 2011–2012 FF USV Jena 9
- Anže Lanišek (* 1996), Skispringer, Continental-Cup-Sieg im Einzel: 13. September 2014 Klingenthal

### Andere Personen
Primož Trubar, protestantischer Prediger und Begründer des slowenischen Schrifttums wie auch der evangelischen Kirche in Slowenien, auch in Deutschland tätig

## Institutionen
In Regensburg existiert ein Slowenischer Lesesaal.

## Diplomatische Beziehungen
Slowenien unterhält eine Botschaft in Berlin, ein Generalkonsulat in München und ein Konsulat in Düsseldorf. Ein Honorarkonsul ist in Bad Soden aktiv.
Deutschland betreibt eine Botschaft in Ljubljana.